# انجی (لوئیزیانا)
انجی (به انگلیسی: Angie) شهری در ایالت لوئیزیانا کشور ایالات متحده آمریکا است که جمعیت آن در سرشماری سال ۲۰۱۰ میلادی، ۲۵۱ نفر بوده‌است.